# Oreste Baldini
Oreste Baldini (Milano, 8 luglio 1962) è un doppiatore, direttore del doppiaggio e dialoghista italiano.

## Biografia
Fratello minore della doppiatrice Rita Baldini e fratello maggiore di Antonella e Nanni Baldini, la sua carriera di attore inizia nel 1974, quando interpreta Vito Andolini da bambino nel film Il padrino - Parte II e l'anno seguente Nicola Bellocampo in Gente di rispetto di Luigi Zampa, seguíti saltuariamente, negli anni, da altri ruoli sul piccolo schermo.
Successivamente si dedica al doppiaggio, divenendo con il tempo la voce italiana ricorrente degli attori John Cusack e Ken Jeong. Tra gli altri attori doppiati figurano Tim Roth in Le iene, David Arquette nei cinque film della serie di Scream, Johnny Depp in Ed Wood e Minuti contati, Ben Stiller in Tentazioni d'amore; Antonio Banderas in Légami!, John Malkovich in Lo zoo di vetro; Jared Leto in Panic Room; Edward Norton in Eliminate Smoochy e Steve Sanders nella serie Beverly Hills 90210.
Nell'ambito dell'animazione è conosciuto per aver prestato voce a Leone in Leone il cane fifone, re Julien XIII nei film Madagascar, Madagascar 2, Madagascar 3 - Ricercati in Europa e nella serie animata I pinguini di Madagascar, Fred Jones nella serie Scooby-Doo! Dove sei tu? e, successivamente, a Shaggy Rogers in altre produzioni legate a Scooby Doo, Flint Lockwood in Piovono polpette e Piovono polpette 2 - La rivincita degli avanzi e Takumi Ichinose nell'anime Nana. È anche la voce italiana di Gru in Kung Fu Panda 3 in sostituzione dello scomparso Danilo De Girolamo, Quackerjack in Darkwing Duck, Telespalla Mel ne I Simpson, Isamu/Sam in Sam il ragazzo del West, Kamui in L'invincibile Ninja Kamui, il redattore capo Aoe e Onijima in Una ragazza alla moda, Lin/Muteking in Muteking, Sampei Nihira in Sampei, Franz in Flo, la piccola Robinson e Abel da adulto in Georgie. In queste due ultime serie ha lavorato assieme alla sorella Antonella.
Nel 2017 torna a doppiare il personaggio di Quackerjack in DuckTales. È anche voce di numerose pubblicità, sia televisive che radiofoniche.
Come scultore e (in misura minore) pittore, ha preso parte a varie mostre a Roma, Milano, Siena, Tokyo e New York. Collabora dal 1995 con l'architetto Eugenio Abruzzini, docente di architettura per il culto alla Pontificia Università La Gregoriana di Roma e ha lavorato alle scenografie di importanti spettacoli teatrali. Nel 2019 espone diverse opere al Museo nazionale etrusco di Villa Giulia, nell'ambito della mostra Acqua, incentrata su tematiche ambientaliste, mentre nel 2021 partecipa alla mostra Bastabuste con l'opera pittorica Dantenostrum. Inferni in terra, omaggio pittorico a Dante Alighieri di una lunghezza pari a quaranta metri.
È compagno della doppiatrice Fiamma Izzo.

## Filmografia
- Il padrino - Parte II (The Godfather Part II), regia di Francis Ford Coppola (1974)
- Gente di rispetto, regia di Luigi Zampa (1975)
- Kinekiller, regia di Francesco Cavaliere (1998) - cortometraggio
- Diari del Novecento, regia di Stefano Grossi (2008)[4]

### Televisione
- Come stanno bene insieme - miniserie, terza puntata, regia di Vittorio Sindoni (1989)
- Il capitano - serie TV (2005)
- Fratelli detective - serie TV, episodio 1x03 (2011)

## Radio
- Radeep in Domino (sceneggiato Rai Radio 2, 1998)

## Teatro

### Attore
- Notti bianche - El tango del sueño, da Fëdor Dostoevskij, regia di Riccardo Cavallo, con Claudia Balboni (1994)[5]

### Scenografo
- Colette e il music-hall (2016)[6]

## Doppiaggio

### Film
- John Cusack in Rischiose abitudini, Con Air, Il prezzo della libertà, I perfetti innamorati, 1408, Grace Is Gone, War, Inc., Martian Child - Un bambino da amare, 2012, The Raven, The Paperboy, Il cacciatore di donne, Codice fantasma, Maps to the Stars, Motel, Love & Mercy, The Prince - Tempo di uccidere, Reclaim - Prenditi ciò che è tuo, Cell, Dragon Blade - La battaglia degli imperi, Arsenal, Singularity - L'attacco dei robot, Blood Money - A qualsiasi costo, Distorted
- Ken Jeong in Una notte da leoni, Una notte da leoni 2, Una notte da leoni 3, L'A.S.S.O. nella manica, Un poliziotto ancora in prova, Crazy & Rich, Piccoli brividi 2 - I fantasmi di Halloween, Lilli e il vagabondo,[7] Tom & Jerry,[8] Boss Level, My Spy - La città eterna
- Noah Taylor in Lara Croft: Tomb Raider, E morì con un felafel in mano, Tomb Raider - La culla della vita, La fabbrica di cioccolato, Lezione ventuno, Lawless, Predestination, Skyscraper
- David Arquette in Scream, Scream 2, Scream 3, Arac Attack - Mostri a otto zampe, Scream 4, In viaggio con Flora, Scream
- Ludacris in 2 Fast 2 Furious, Fast & Furious 5, Fast & Furious 6, Fast & Furious 7, Fast & Furious 8, Fast & Furious 9 - The Fast Saga, Fast X
- Tim Roth in Le iene, Desideri smarriti, Captives - Prigionieri, Tutti dicono I Love You, Gridlock'd - Istinti criminali, Magic Numbers - Numeri magici
- Tim Blake Nelson in The Big White, L'incredibile Hulk, Le regole della truffa, Attacco al potere 3 - Angel Has Fallen, Naked Singularity, Captain America: Brave New World
- Michael Sheen in The Queen - La regina, Alice in Wonderland, Alice attraverso lo specchio, Passengers, L'incredibile vita di Norman
- Shahrukh Khan in Una luce dal passato, Non dire mai addio, One 2 Ka 4, Chak De! India, Chennai Express
- Jackie Chan in Terremoto nel Bronx, Thunderbolt - Sfida Mortale, Police Story 4: First Strike, Little Big Soldier
- Seth Rogen in Fratellastri a 40 anni, Cattivi vicini, Cattivi vicini 2
- Walton Goggins in Il corvo 3 - Salvation, The Hateful Eight, American Ultra
- Matthew Broderick in La notte che non c'incontrammo, Inspector Gadget, Fidanzata in affitto
- Ben Stiller in Zero Effect, Tentazioni d'amore
- Chris O'Donnell in I tre moschettieri, Kit Kittredge: An American Girl
- Cuba Gooding Jr. in Cuba libre - La notte del giudizio, The Specialist
- Harry Connick Jr. in Il mio piccolo genio, P.S. I Love You
- Jeremy Piven in Scary Movie 3 - Una risata vi seppellirà, The Kingdom
- John Ritter in Rumori fuori scena, Frequenze pericolose
- Johnny Depp in Ed Wood, Minuti contati
- Jonathan Aris in Vivarium, Zona 414
- Matthew Lillard in Scooby Doo, Scooby-Doo 2 - Mostri scatenati
- Nick Blake in Lo Hobbit - La desolazione di Smaug, Lo Hobbit - La battaglia delle cinque armate
- Patrick Labyorteaux in Schegge di follia, Hollywood Palms
- Paul Soter in Super Troopers e Super Troopers 2
- Sacha Baron Cohen in Sweeney Todd - Il diabolico barbiere di Fleet Street, Anchorman 2 - Fotti la notizia
- Josh Hamilton in Un'altra donna, Scalciando e strillando
- Peter Dinklage in 90 minuti a New York, Brothers
- Adrien Brody in S.O.S. Summer of Sam - Panico a New York
- Al Madrigal in Morbius
- Arsenio Hall in Il principe cerca figlio
- Annop Varapanya in Due fratelli
- Anthony Edwards in Zodiac
- Asim Chaudhry in What's Love?
- Austin Pendleton in Ecco il film dei Muppet
- Balthazar Getty in Strade perdute
- Brendan Fraser in Looney Tunes: Back in Action
- Brian O'Halloran in Clerks II
- Boris Rubaja in Camilla - Un amore proibito
- Christian Bale in Swing Kids - Giovani ribelli
- Clovis Cornillac in Asterix alle Olimpiadi
- Colin Firth in Le ali del successo
- Crispin Glover in Ritorno al futuro
- Dan Levi ne La casa dei fantasmi
- Daniel London in Minority Report
- Dave Chappelle in 200 Cigarettes
- David Schwimmer in Amore tra le righe
- Diedrich Bader in Miss F.B.I. - Infiltrata speciale
- Eamonn Roche in The Mask
- Edward Norton in Eliminate Smoochy
- Eirik Hallert in Blasted - In due contro gli alieni
- Émoi in Willy's Wonderland
- Ethan Hawke in Valerian e la città dei mille pianeti
- Ethan Phillips in L'uomo ombra
- Eugenio Derbez in Dora e la città perduta
- Frank Whaley in Tutto può accadere
- Henry Winkler in Cambia la tua vita con un click
- Jared Leto in Panic Room
- Jason Marsden in Dick & Jane - Operazione furto
- Javier Cifrián in Zip & Zap e il club delle biglie
- Jeremy Sheffield in The Wedding Date - L'amore ha il suo prezzo
- Johnny Knoxville in Professione inventore
- Jon Favreau in Solo: A Star Wars Story
- Jonathan Horn in Mak π 100
- Josh Hartnett in Black Hawk Down - Black Hawk abbattuto
- Jürgen Vogel in Tre fantastiche ragazze!!!
- Kevin Eldon in High Heels and Low Lifes
- Kirk Acevedo in Imbattibile
- Leandro Hassum in Tutto normale il prossimo Natale
- Luis Guzmán in Beverly Hills Chihuahua
- Mark Pellegrino in Mulholland Drive
- Marton Csokas in The Amazing Spider-Man 2 - Il potere di Electro
- Matt Damon in The Informant!
- Michael Hartson in Angry Games - La ragazza con l'uccello di fuoco
- Michael Rispoli in Angie - Una donna tutta sola
- Michaël Youn in Chef - Riderete di gusto
- Oleg Menšikov in Il barbiere di Siberia
- Peter Gallagher in Malice - Il sospetto
- Peter Mygind in L'ombra del nemico
- Sean Astin in Deterrence - Minaccia nucleare
- Jay Mohr in Small Soldiers
- Seann William Scott in Jay & Silent Bob... Fermate Hollywood!
- Sergei Bodrov in Il fratello grande
- Seth Green in Nemico pubblico
- Simon Pegg in Un'occasione da Dio
- Slavko Štimac in Underground
- Stéphane Freiss in Giù al Nord
- Susumu Terajima in Hana-bi - Fiori di fuoco
- Tadanobu Asano in Ichi the Killer
- Thomas Cavanagh in L'orso Yoghi
- Timothy Olyphant in L'acchiappasogni
- Tom Rooney in The Day After Tomorrow - L'alba del giorno dopo
- Ulrich Thomsen in Festen - Festa in famiglia
- Wesley Snipes in Scacco al re nero
- William Vail in Non aprite quella porta (ridoppiaggio)
- Yann Sarfati in Lucky Luke
- Bruno Gouery in Un colpo di fortuna - Coup de chance
- Andy Lau in Days of Being Wild
- Richard McCabe ne Il gladiatore II
- Mark Provencher in The Image of You
- Darren Morfitt in Dog Soldiers
- Nelson Bonilla ne Il blindato dell'amore

### Film d'animazione
- Shaggy Rogers in Looney Tunes: Back in Action, Scooby-Doo e i pirati dei Caraibi, Stai fresco, Scooby-Doo!, Scooby-Doo e il re dei Goblin, Scooby-Doo e la spada del Samurai, Scooby-Doo Abracadabradoo, Scooby-Doo! Paura al campo estivo, Scooby-Doo! La leggenda del Fantosauro, Scooby-Doo! e il Festival dei vampiri, Scooby-Doo! ed il mistero del circo, Scooby-Doo e la maschera di Blue Falcon, Scooby-Doo e il palcoscenico stregato, Scooby-Doo! e il mistero del wrestling, Scooby-Doo! Frankenstrizza, Scooby-Doo! Crociera sulla Luna, Scooby-Doo e il mistero del Rock'n'Roll, Scooby-Doo! e WWE - La corsa dei mitici Wrestlers, Scooby-Doo! e il fantasma del ranch, Scooby-Doo! e Batman - Il caso irrisolto, Scooby-Doo! e il Fantasma Rosso, Scooby-Doo! e la maledizione del tredicesimo fantasma, Scooby-Doo! e il ritorno sull'isola degli zombie, Happy Halloween, Scooby-Doo!, Scooby-Doo! Alla corte di Re Artù, Viaggio ad Altrove: Scooby-Doo! incontra Leone il cane fifone, Scooby-Doo! contro i Gul, Scooby-Doo! Fantasmi a Hollywood, Scooby-Doo! Grande festa in spiaggia, Scooby-Doo! e il tesoro del Cavaliere Nero, Scooby-Doo! Adventures - La mappa del mistero, Scooby!, Scooby-Doo! I giochi del mistero, Scooby-Doo! In vacanza con il mostro, Scooby-Doo! e il mistero del granturco, Scooby-Doo! La minaccia del cane meccanico, Scooby-Doo! Goal da paura, Scooby-Doo! e il mostro marino
- L'uomo dal cappello giallo/Ted in Curioso Come George il film, Curioso come George 2 - Missione Kayla, Curioso come George 3 - Ritorno nella giungla, Curioso come George: Sorpresa a Natale, Curioso Come George: Febbre di primavera, Curioso Come George: La leggenda di Senza Testa, Curioso come George: La scimmietta reale, Curioso George nel selvaggio west
- Re Julien in Madagascar, Madagascar 2, Madagascar 3 - Ricercati in Europa, I pinguini di Madagascar
- Flint Lockwood in Piovono polpette, Piovono polpette 2 - La rivincita degli avanzi
- Dusty Crophopper in Planes, Planes 2 - Missione antincendio
- Angus Scattergood in Rock Dog, Rock Dog 3
- Samuel Baffetti in Peter Rabbit
- Anguilla in Dragon Ball Z - La sfida dei guerrieri invincibili (primo doppiaggio)
- XR in Buzz Lightyear da Comando Stellare - Si parte!
- Protagonista in Waking Life
- Bile in Monsters & Co.
- Cavaliere #1 in I Roteò e la magia dello specchio
- Jimmy in Cappuccetto Rosso e gli insoliti sospetti
- Hamir in Uno zoo in fuga
- Gatto in Bentornato Pinocchio
- Telespalla Mel ne I Simpson - Il film
- Cam ne L'arca di Noè
- Starscream in Transformers - The Movie (edizione 2007)
- Cowboy in Panico al villaggio
- Gus in Felix l'ultima lince
- Despereaux in Le avventure del topino Despereaux
- Hurley in G-Force - Superspie in missione
- Siddley in Cars 2
- Avvertenze Terrafirminator in Gnomeo e Giulietta
- Ettore il drago in Maga Martina e il libro magico del draghetto e Maga Martina 2 - Viaggio in India
- Lenny in Space Dogs
- Arthur ne Il figlio di Babbo Natale
- Mosca in Hotel Transylvania
- Kim-ly in Turbo
- Reporter TV Britannico in Minions
- Kiki in Richard - Missione Africa
- Signor Feng in Nut Job 2 - Tutto molto divertente
- Grullo in Pupazzi senza gloria
- Cantastorie in Leo da Vinci - Missione Monna Lisa
- Duke in A spasso col panda
- Craig in L'ape Maia - Le Olimpiadi di miele
- Jack in Rex - Un cucciolo a palazzo
- Skua in Ploi
- Spartivento in Soul
- Direttore in Lu e la città delle sirene
- Cricrì ne La grande avventura dell'Ape Magà
- Fin in La principessa incantata
- Benjamin in Capitan Sciabola e il diamante magico
- Clarence in Estinti.... o quasi
- Lord Carnaby in Mummie - A spasso nel tempo
- Splinter in Tartarughe Ninja - Caos mutante
- JJ in Resident Evil: L'isola della morte
- Dr. Patel in Mary e lo spirito di mezzanotte
- Dean Gate/Doorman in Miraculous World: New York, Eroi Uniti
- Baldovino "Hui Buh" in Hui Buh
- Leone in Viaggio ad Altrove: Scooby-Doo! incontra Leone il cane fifone
- Sig. Wexler in Il diario di Barbie
- Insegnante in Look Back
- Postino Reale in Spellbound - L'incantesimo

### Serie televisive
- Eric Petersen in Kevin Can F**k Himself
- Eric Close in Senza traccia, Chaos
- Ian Ziering in Beverly Hills 90210
- Noah Taylor ne Il Trono di Spade, Dieci piccoli indiani
- Ian Kahn, Rob Campbell e Alex Draper in Sex and the City
- Lochlyn Munro e Paul Kersey in Streghe[9]
- Patrick Labyorteaux in JAG - Avvocati in divisa
- Matthew Laborteaux in I ragazzi del computer[10]
- Tracy Morgan in 30 Rock
- Omar Benson Miller in CSI: Miami
- David Nykl in Stargate Atlantis
- Michael Rapaport in The War at Home
- Mario Cantone in Sex and the City
- Todd Bridges ne Il mio amico Arnold
- Ryan Gage in The Musketeers
- Walton Goggins in Deep State
- Kevin Dorfman in Detective Monk
- Niels Kurvin in Squadra Speciale Cobra 11
- Christopher Wiehl in Ghost Whisperer - Presenze
- Bronson Pinchot in Balki e Larry - Due perfetti americani
- Patrick Fischler in C'era una volta
- Steven Ogg  in The Walking Dead
- Tim Plester in After Life
- Adrian Zmed in La signora in giallo (s.5x14)[11]
- Ney Santanna in Happy End
- Lauro Corona in Vite rubate
- David Milchard in Pup Academy
- Stephen Merchant in The Good Place (stagione 3)[12]
- Cullen Moss in Outer Banks
- Richard Lumsden in Summer in Transylvania
- Omid Abtahi in Fringe
- Sacha Baron Cohen in Disclaimer - La vita perfetta, Ironheart (miniserie televisiva)

### Serie animate
- Shaggy Rogers ne Le nuove avventure di Scooby-Doo, Shaggy e Scooby-Doo, Be Cool, Scooby-Doo!, Scooby-Doo and Guess Who?, Scooby-Doo! Mystery Incorporated, Jellystone
- Quackerjack in Darkwing Duck, DuckTales
- Knuckles in Sonic X, Sonic Boom
- Telespalla Mel (st. 15+), Professor Frink (st. 33+), Luigi Risotto (st. 34+) e vari personaggi ne I Simpson
- Walt (st. 5), George Takei (ep. 6x04), Leader Thubaniano, testa di Al Gore (ep. 6x13), Turanga Morris (ep. 7x05) e altri personaggi in Futurama[13]
- Ned Flat, Daffy Duck (ep. 1x65) e Howie Tern in Animaniacs[14]
- Norm il Genio e Mark Chang (2ª voce) in Due fantagenitori
- Skullman e Shadowman in MegaMan NT Warrior
- Zio Gus e Grub in Miss Spider
- Komyo Sanzo in Saiyuki
- Leone in Leone il cane fifone
- XR in Buzz Lightyear da Comando Stellare
- Corneil in Corneil e Bernie
- Luxor in Tutenstein
- Mr. Brice in Eroi a metà
- Lord Bravery in Freakazoid!
- Fred Jones in Scooby-Doo! Dove sei tu?
- Re Julien ne I pinguini di Madagascar
- Sampei in Sampei
- Lin/Muteking in Muteking
- Weird Harold in Albertone
- Alucard von Mosquiton in Master Mosquiton
- Vox in Hazbin Hotel
- Gyasa in Shinzo
- Roland in Ghostforce
- Sommo Shinigami in Soul Eater[15]
- Dottor I. Genus in One-Punch Man
- Stuart Little in Stuart Little
- Spirito Aye-Aye in La leggenda di Korra
- Takumi Ichinose in Nana
- Abel in Georgie
- Toshiharu Shibahime ne Le situazioni di Lui & Lei
- Pelogrigio in Nils Holgersson[16]
- Niko in Juny peperina inventatutto
- L'uomo dal cappello giallo in Curioso come George
- Stan in Pat & Stan
- Gramo Gloom ne I 7N
- Applecrab in Looped - È sempre lunedì
- Harold in Bunnicula
- Finzy in Le Avventure di Finzy
- Vari personaggi in Robot Chicken
- Angus Scattergood in Rock Dog
- L'uccello messaggero ne I primitivi
- Quarzo arcobaleno 2.0 (st. 10x9 - st. 10x18) in Teenage Mutant Ninja Turtles vs Steven Universe
- Obake in Big Hero 6 - La serie
- CraCra in MumbleBumble
- Ambrogio in 44 gatti
- Cadia in Dark Crystal - La resistenza
- Principe Peekablue in She-Ra e le principesse guerriere
- Cornelius in Sadie e Gilbert
- Patato in Il barbiere pasticciere
- Mastro Ciliegia in Pinocchio and Friends
- Garterbelt e Tezzly in New Panty & Stocking with Garterbelt
- Irwin il pinguino (1ª voce) e Stinky in Timon e Pumbaa

### Programmi TV
- Adam Richman in Man vs. Food, Food Fighters
- Karl Pilkington in Scemo di viaggio

### Videogiochi
- Telespalla Mel in I Simpson - Il Videogioco (2007)
- Shaggy Rogers in Scooby-Doo! Le origini del mistero (2009)[17] e MultiVersus (2022)[18]
- Dug in Up (2009)[19]
- Bianconiglio in Disneyland Adventures (2011)[20]
- Re Julien in Madagascar 3 (2012)[21]
- Dusty Crophopper in Planes 2 - Missione Antincendio (2014)[22]
- Voce narrante nel DLC Fast and Furious in Forza Horizon 2 (2014)